# 1841 en science
| Années de la science : 1838 - 1839 - 1840 - 1841 - 1842 - 1843 - 1844    |
| Décennies de la science : 1810 - 1820 - 1830 - 1840 - 1850 - 1860 - 1870 |

Cet article présente les faits marquants de l'année 1841 en science.

## Événements

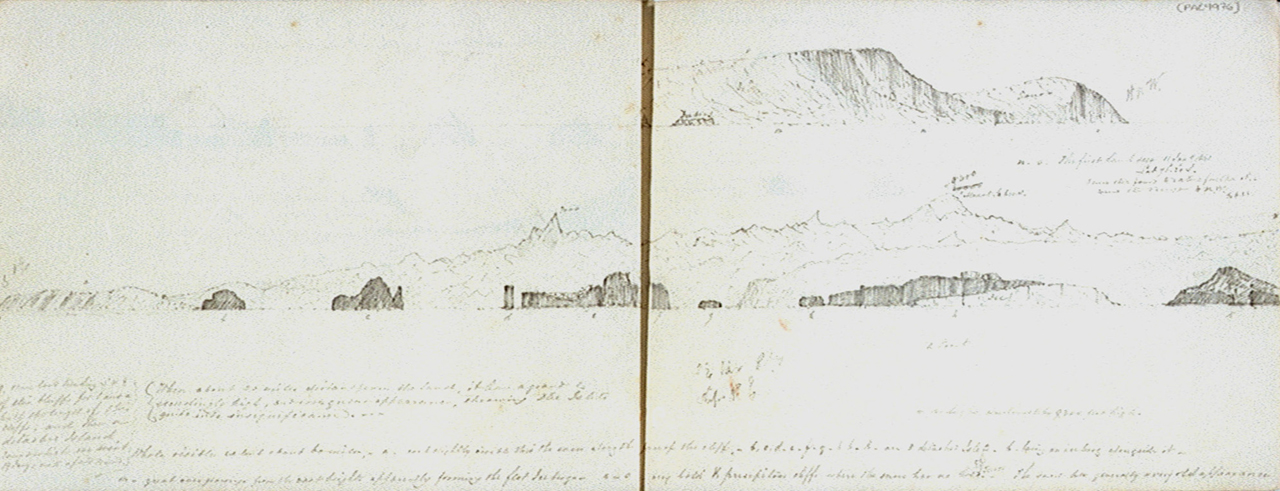
Vue panoramique des terres nouvellement découvertes, Lat 71-30, Terre Victoria, Antarctique, 11 janvier 1841, avec notes topographiques.

- 12 janvier, expédition Erebus et Terror : le Britannique James Clark Ross prend possession de la Terre Victoria en Antarctique ; il découvre la barrière de Ross (19 janvier) le mont Erebus, un volcan (27 janvier) et l’île de Ross (28 janvier)[1].

- 8 février : le savant britannique William Talbot obtient le brevet du premier système de négatif photographique, le calotype[2].
- 23 février : fondation de la Chemical Society à Londres par Robert Warington (en) et Thomas Graham[3].
- 26 février : l'eau jaillit enfin après huit ans de travaux au puits de Grenelle, le premier puits artésien de Paris creusé par Louis-Georges Mulot, sous la direction de François Arago[4].
- 13 novembre : le médecin écossais James Braid assiste à Manchester à une démonstration publique du magnétiseur Charles Lafontaine qui le conduit à s'intéresser au magnétisme animal, qu'il rebaptise hypnose[5].

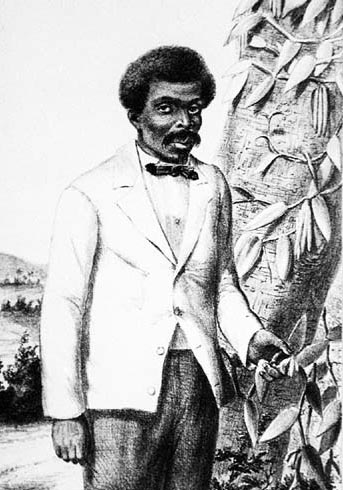
Edmond Albius devant des lianes de vanille.

- Esclave de l'île Bourbon, Edmond Albius découvre un procédé de fécondation artificielle de la vanille[6].
- Le biologiste suisse Rudolph Albert von Kölliker, dans une étude sur la spermatogenèse, démontre que les spermatozoïdes sont de véritables cellules[7].
- Le chimiste allemand Carl Julius Fritzsche obtient de l’aniline, le premier colorant synthétique découvert en 1826, en traitant de l'indigo avec de la potasse. Parallèlement le chimiste russe Nikolaï Zinine fabrique à Kazan de l’aniline avec du nitrobenzène[8].
- Le chimiste russe Alexandre Voskressenski (en) découvre la théobromine dans les fèves de cacao[9].
- Le chimiste français Eugène Melchior Péligot isole l'uranium en réduisant le tétrachlorure d'uranium par le potassium et détermine son poids atomique[10].
- Robert Wilhelm Bunsen met au point une pile plus puissante que celle de William Grove, la pile Bunsen. Il remplace le platine de l'électrode par du carbone[11].
- L'ingénieur britannique Joseph Whitworth présente un article à l’Institution of Civil Engineers intitulé On a Uniform System of Screw Threads dans lequel il propose une norme de pas de vis, le British Standard Whitworth, la première au monde. En 1858, Whitworth affirme que la normalisation des pas de vis est mise en œuvre[12].

## Publications
- Armand Dufrénoy et Élie de Beaumont : Carte géologique de la France
- John Gould : A Monograph of the Macropodidae, or Family of Kangaroos (1841-1842).
- Hugh Miller : The old red sandstone.

## Prix
- Médailles de la Royal Society
  - Médaille Copley : Georg Ohm
  - Médaille royale : Eaton Hodgkinson et Robert Kane

- Médailles de la Geological Society of London
  - Médaille Wollaston : Adolphe Théodore Brongniart

## Naissances

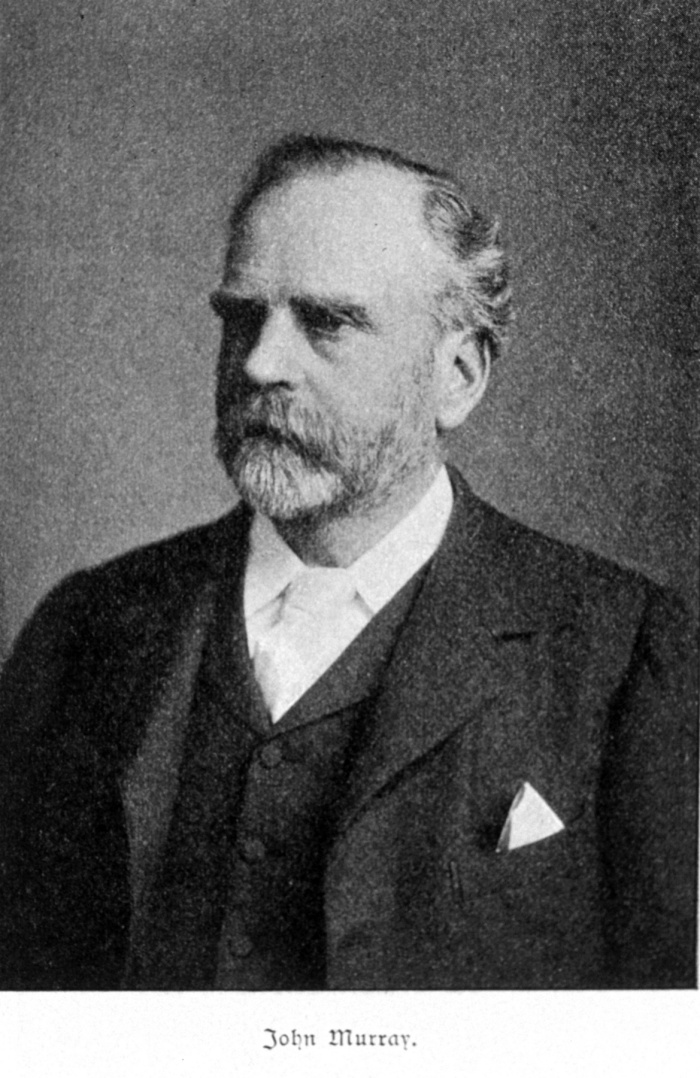
John Murray (océanographe)

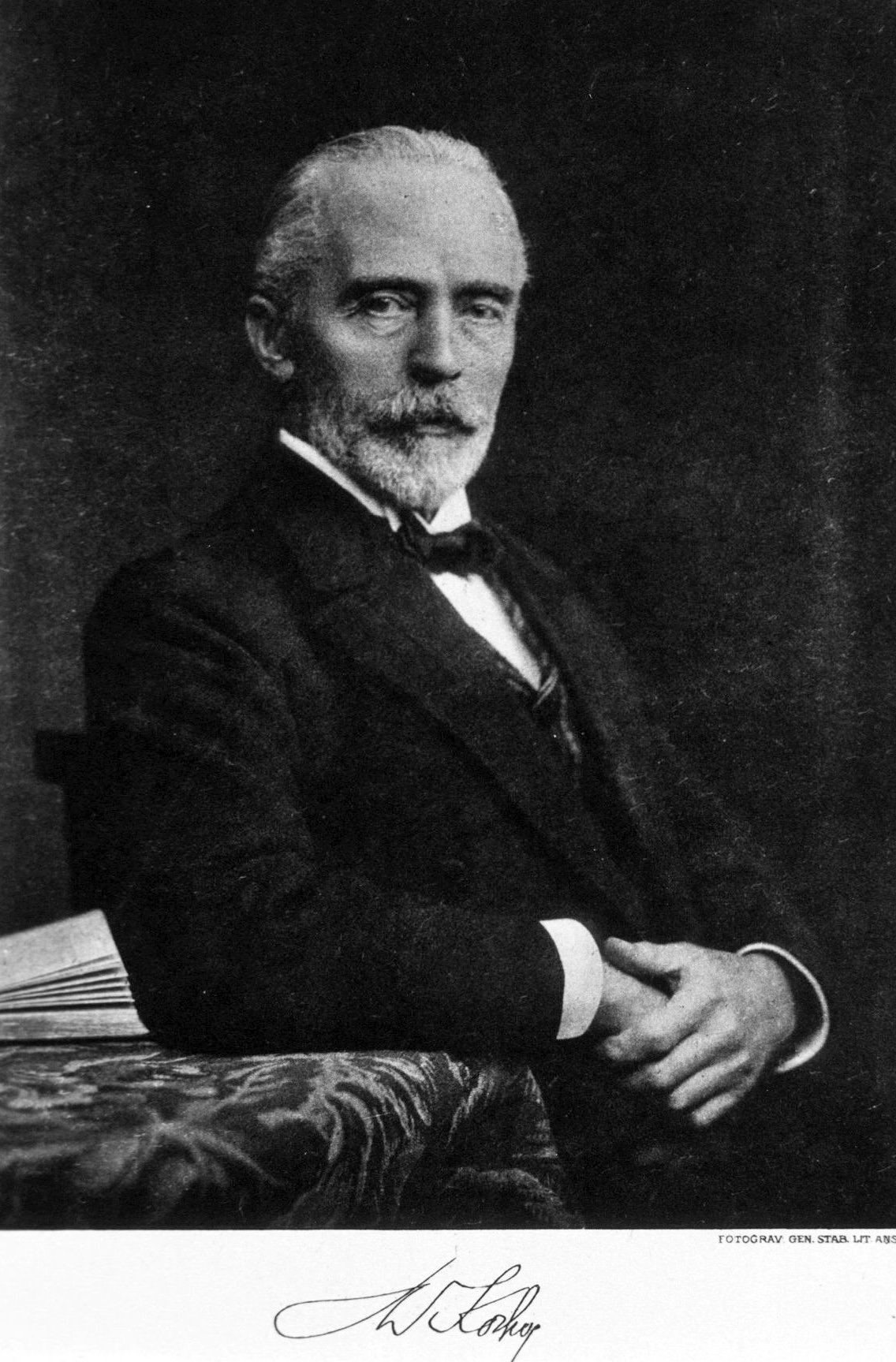
Emil Theodor Kocher

- 2 janvier : Émile Hilaire Amagat (mort en 1915), physicien français.
- 2 février : François-Alphonse Forel (mort en 1912), médecin suisse, créateur de la limnologie.
- 20 février :
  - Hendrich Jordan (mort en 1910), enseignant, linguiste et ethnologue allemand.
  - Nathaniel Southgate Shaler (mort en 1906), paléontologue et géologue américain.
- 24 février : Carl Graebe (mort en 1927), chimiste allemand.

- 3 mars : John Murray (mort en 1914), biologiste marin canadien.
- 6 mars : Alfred Cornu (mort en 1902), physicien français.
- 20 mars : Giuseppe Sergi (mort en 1936), anthropologue italien.

- 3 avril : Hermann Carl Vogel (mort en 1907), astronome allemand.

- 7 mai : Gustave Le Bon (mort en 1931), anthropologue et psychologue français.

- 7 août : Andrew Ainslie Common (mort en 1903), astronome britannique.
- 14 août : Robert Cecil Beavan (mort en 1870), officier et naturaliste britannique.
- 25 août : Emil Theodor Kocher (mort en 1917), chirurgien suisse.
- 4 septembre : Walter Edward Gudgeon (mort en 1920), ethnologue néo-zélandais.

- 26 octobre : Theodor von Oppolzer (mort en 1886), mathématicien et astronome autrichien.

- 16 novembre : Jules Violle (mort en 1923), physicien français.
- 19 novembre : Antonio Salinas (mort en 1914), numismate et archéologue italien.

- Somers Clarke (mort en 1926), architecte et égyptologue anglais.

## Décès

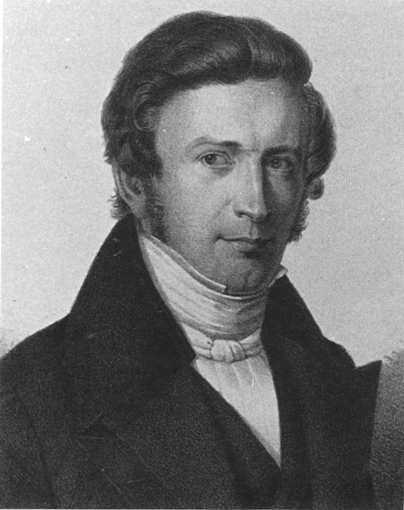
Arend Friedrich August Wiegmann

- 15 janvier : Arend Friedrich August Wiegmann (né en 1802), zoologiste allemand.

- 19 février : Jean-Vincent-Yves Degland (né en 1773), médecin, biologiste et mathématicien français.
- 20 février : Friedrich Wilhelm Adam Sertürner (né en 1783), pharmacien allemand.

- 13 mars : Casimir Picard (né en 1806), préhistorien français.
- 16 mars : Félix Savart (né en 1791), médecin, chirurgien et physicien français.
- 4 avril : Jacob Linckh (né en 1786), archéologue et peintre allemand.
- 22 avril : Charles Barbier de La Serre (né en 1767), inventeur d'une méthode d’écriture pour les aveugles, qui servait comme l'inspiration pour Braille.

- 31 mai : George Green (né en 1793), physicien britannique.

- 1er juin : Nicolas Appert (né en 1749), inventeur français.

- 15 juillet : Félix Savary (né en 1797), astronome français.

- 9 septembre : Augustin Pyrame de Candolle (né en 1778), botaniste suisse.

- 28 octobre : Johan August Arfwedson (né en 1792), chimiste suédois.

- 14 novembre : Thomas Bruce (né en 1766), diplomate, militaire et archéologue amateur britannique.
- 21 novembre : Nicolas Clément (né en 1779), physicien et chimiste français.